# Das Glücksprinzip
Das Glücksprinzip (Originaltitel Pay It Forward) ist ein Filmdrama von Mimi Leder aus dem Jahr 2000. Der Film basiert auf einem Roman von Catherine Ryan Hyde. Die Autorin gründete eine Stiftung, um die Idee aus ihrer Geschichte in der Realität umzusetzen.

## Handlung
Der neue – durch Verbrennungen entstellte – Sozialkunde-Lehrer Eugene Simonet konfrontiert seine Schüler in der ersten Stunde gleich mit einer ebenso schwierigen wie interessanten Aufgabe: Sie sollen sich etwas ausdenken, womit sie die Welt verbessern können. Einer der Schüler, der junge Trevor, hat daraufhin eine besondere Idee: Nach seinem Prinzip „Weitergeben“ soll man drei Menschen etwas Gutes tun. Diese sollen den Gefallen nicht erwidern, sondern ihrerseits jeweils drei anderen Menschen helfen. So sollen sich die guten Taten nach dem Schneeballsystem immer weiter ausbreiten.
Trevor sucht sich drei Personen aus, denen er helfen möchte: Seinem Lehrer Eugene hilft er, indem er ihn mit seiner Mutter Arlene verkuppelt; einem Drogensüchtigen verhilft er zu einem neuen Lebensbeginn, indem er ihm eine Nacht Unterschlupf gewährt und neue Kleider für ihn kauft; und seinem Mitschüler Adam, einem Mobbingopfer, will er bei einer Prügelei beistehen, wozu er aber nicht den nötigen Mut aufzubringen vermag. Auch die ersten beiden Unterfangen scheinen keine Früchte zu tragen: Der Drogensüchtige kommt nicht von seiner Sucht los, und sein Lehrer und seine Mutter tun sich schwer bei ihrer Beziehung. Seine Mutter beendet ihre Beziehung zu Eugene, als Trevors Vater – nun angeblich trocken – zu ihr zurückkommt. Sie wirft Trevors Vater zwar wieder hinaus, als ihr klar wird, dass er in Wirklichkeit immer noch trinkt, doch ist Eugene gekränkt und kann sich nicht überwinden, ihr zu verzeihen und die Beziehung wieder aufzunehmen. So kommt es, dass Trevor seine Idee zur Verbesserung der Welt als gescheitert ansieht.
In Wirklichkeit hat sich die Idee allerdings zu verbreiten begonnen, denn die Empfänger von Trevors Wohltaten haben unterdessen ihrerseits das Versprechen eingehalten, selbst etwas Aufopferungsvolles für drei ihrer Mitmenschen zu tun, bis schließlich ein Reporter auf dieses Schneeballsystem des Glücks aufmerksam wird. Dieser besucht Trevor an dessen Geburtstag, um ihm vom Erfolg seiner Idee zu berichten und ihn zu interviewen. Trevors Worte während des Interviews bringen Eugene schließlich dazu, Trevors Mutter zu verzeihen. Nach dem Interview sieht Trevor, wie sein Mitschüler wieder von denselben Rowdys verprügelt wird, und findet den Mut, um auch der dritten Person zu helfen, bei welcher er es sich einst vorgenommen hatte. Einer der Rowdys zieht jedoch ein Messer, und Trevor wird schwer verletzt. Eugene und Arlene kommen ihm zwar noch zu Hilfe; aber er stirbt im Krankenhaus.
Später sehen Eugene und Arlene im Fernsehen einen Bericht über Trevors Idee und seinen tragischen Tod und erfahren, dass sich die Bewegung inzwischen in der gesamten Nation verbreitet hat. Draußen sehen sie tausende Leute, die zusammenkommen, um Trevor ihren Respekt zu zeigen, indem sie Lichter vor dem Haus entzünden.

## Die Songs im Film
Der Soundtrack des Filmes wurde von Thomas Newman komponiert. In der nachstehenden Tabelle sind weitere Songs aus dem Film aufgelistet, die Newman nicht komponierte.
| Titel                        | Interpret                 | Jahr | Szenenbeschreibung aus dem Film                                                                        | Spielfilmmin. |
| ---------------------------- | ------------------------- | ---- | --- | ------------- |
| You Gotta Move               | Sam Cooke                 | 1960 | Mr. Simonet (Spacey) bügelt in seiner Wohnung seine Hemden                                             | 0             |
| Rock The Party (Of The Hook) | P.O.D.                    | 1999 | Trevor (Osment) geht in die Schule/Adam (Donato) wird gemobbt                                          | 4 – 5         |
| New                          | No Doubt                  | 1999 | Trevor (Osment) geht in die Schule/Adam (Donato) wird gemobbt                                          | 4 – 5         |
| Ooh                          | Jimmie’s Chicken Shack    | 2000 | |               |
| Mar y cielo                  | Los Hermanos Martinez Gil | 1995 | |               |
| Because I Got It Like That   | Jungle Brothers           | 1998 | |               |
| Behind Every Good Woman      | Tracy Bonham              | 2000 | |               |
| Win Your Love For Me         | Sam Cooke                 |      | Mr. Simonet (Spacey) sortiert Bilder und wird von Arlene (Hunt) besucht                                | 68 – 69       |
| Last Resort                  | Papa Roach                | 2000 | Trevor (Osment) hört in seinem Zimmer laut Musik, während sich seine Eltern (Hunt & Bon Jovi) streiten | 91 – 92       |
| Open Your Window             | Steve Earle               | 2000 | Chris Chandler (Mohr) sucht in Las Vegas nach der alten Obdachlosen (Dickinson)                        | 93            |
| Happy Birthday To You        | selbst gesungen           |      | Trevor (Osment) feiert mit Familie und Freunden seinen 12. Geburtstag                                  | 101 – 102     |
| Calling All Angels           | Jane Siberry              | 1993 | siehe Handlung, letzter Absatz                                                                         | 110 – 114     |
| Broken Home                  | Papa Roach                | 2000 | |               |

## Kritiken
„Eine einfühlsam gespielte Goodwill-Geschichte in der Tradition eines Frank Capra, deren spürbare gute Absicht zwischen gekünstelten Figuren und unscharfen Milieus aufgezehrt wird. Ohne die nötige Balance aus Realismus und Illusion zu erreichen, mündet die Handlung in ein relativierendes Ende voll spekulativer Sentimentalität.“

„Weil die Dramaturgie (über Rückschläge führt der Weg direkt hin zum Guten) in Das Glücksprinzip ebensowenig überrascht wie die tranige Musik von Thomas Newman oder das Styling von Helen Hunt, das um jeden Preis an Erin Brockovich andocken will, gibt es genügend Zeit, über das Weltrettungsprogramm nachzudenken. Einerseits wird an die persönliche Verantwortung appelliert. Kevin Spacey, dessen Narben-Maske dem aufdringlichen Betroffenheitsgestus des Films buchstäblich ein Gesicht gibt, spricht es aus: „Es gibt die Möglichkeit – in jedem von euch!“ Die andere Seite dieser persönlichen Verpflichtung ist natürlich eine umfassende Entlastung aller staatlichen Einrichtungen und systembedingter Missstände. Von der Obdachlosigkeit, über schlechte Jobs, Kriminalität, bis zu zerrütteten Familien ist alles nur eine Frage des persönlichen Einsatzes: You can do it if you really want.“

„Im Wege steht dem Film schon ein ebenso umständliches wie verkleisterndes Drehbuch, das sich fortwährend in gekünstelte Dialoge und noch künstlichere Figuren verirrt. Vor allem aber fehlt der Regisseurin jedes Gespür für die so unerlässliche Balance aus Realität und Illusion, die alleine eine Geschichte wie diese zum Leben erwecken könnte. Wann immer Mimi Leder das engste Umfeld ihrer Hauptfiguren verlässt, wartet sie mit den abgenutztesten und papierensten Klischees auf, die man sich nur vorstellen kann. Dabei spielt es keine Rolle, ob es sich um das Milieu der Obdachlosen oder um häusliche Gewaltsituationen handelt; alles kommt gleichermaßen falsch und unglaubwürdig von der Leinwand.“

Die Deutsche Film- und Medienbewertung FBW in Wiesbaden verlieh dem Film das Prädikat wertvoll.